# 1844

## Събития
- На 21 март е сключен едикт за веротърпимост в Светите земи между британското и османското правителства.
- 27 февруари – Доминиканската република спечели независимост от Хаити
- 24 май – Самюъл Морз изпраща първата телеграма
- 15 юни – Чарлз Гудиър създава патент за вулканизация
- 1-во българско списание „Любословие“

## Родени
- Георги Живков, български политик
- Ованес Съваджъян, български общественик
- 1 февруари – Грандвил Стенли Хол, американски психолог
- 20 февруари – Лудвиг Болцман, австрийски физик
- 20 февруари – Джошуа Слоукъм, канадски пътешественик
- 18 март – Николай Римски-Корсаков, руски композитор
- 25 март – Адолф Енглер, германски ботаник
- 30 март – Пол Верлен, френски поет
- 16 април – Анатол Франс, френски писател
- 13 май – Цанко Дюстабанов, български революционер
- 28 май – Леонид Соболев, руски генерал и политик
- 3 юни – Детлев фон Лилиенкрон, немски поет и драматург
- 12 юни – Джанюариъс Макгахан, американски журналист
- 29 юни – Петър I, крал на сърби, хървати и словенци
- 24 юли – Иля Репин, руски художник
- 6 август – Алфред, британски благородник
- 30 август – Фридрих Рацел, германски географ
- 22 октомври – Сара Бернар, френска драматична актриса
- 22 октомври – Луи Риел, канадски политик и революционер
- 27 октомври – Клас Понтус Арнолдсон, шведски политик
- 1 (13) ноември – Никодим Кондаков, руски изкуствовед и византинист
- 25 ноември – Карл Бенц, германски инженер
- 6 декември – кап. Петко войвода, български революционер, хайдутин и войвода

## Починали
- 3 юни – Луи XIX, дофин на Франция
- 27 юни – Джоузеф Смит, американски религиозен водач
- 27 юли – Джон Далтон, английски химик и физик
- 10 август – Александра Николаевна,

Вижте също:
- календара за тази година